# Haemaphysalis taiwana
Haemaphysalis taiwana este o specie de căpușe din genul Haemaphysalis, familia Ixodidae, descrisă de Mika Sugimoto în anul 1936. Conform Catalogue of Life specia Haemaphysalis taiwana nu are subspecii cunoscute.